# Raymond T. Odierno
Le général Raymond Thomas Odierno (né le 8 septembre 1954 à Rockaway au New Jersey et mort le 8 octobre 2021) est un officier de l'armée de terre des États-Unis. De septembre 2011 à août 2015, il a été le Chef d'état-major de l'United States Army.

## Carrière
Raymond T. Odierno a précédemment servi comme commandant de l'U.S. III Corps de mai 2006 à juillet 2008. Il a aussi servi comme assistant au Chef d'état-major des armées des États-Unis du 3 novembre 2004 jusqu'au 1er mai 2006. Il a commandé la Coalition militaire en Irak du 16 septembre 2008 au 1er septembre 2010 et a été le dernier commandant en chef de l'United States Joint Forces Command de 2010 à 2011.

## Promotions
| Rang | Date de promotion  |
| ---- | ------------------ |
| 2LT  | 2 juin 1976        |
| 1LT  | 2 juin 1978        |
| CPT  | 1er août 1980      |
| MAJ  | 1er décembre 1986  |
| LTC  | 1er février 1992   |
| COL  | 1er septembre 1995 |
| BG   | 1er juillet 1999   |
| MG   | 1er novembre 2002  |
| LTG  | 1er janvier 2005   |
| GEN  | 16 septembre 2008  |

### Décorations et insignes
| Décorations militaires américaines                                                 |                                                                           |
|                                                                                    | Defense Distinguished Service Medal (avec une feuille de chêne de bronze) |
|                                                                                    | Army Distinguished Service Medal (avec une feuille de chêne de bronze)    |
|                                                                                    | Defense Superior Service Medal                                            |
|                                                                                    | Legion of Merit (avec une feuille de chêne d'argent)                      |
|                                                                                    | Bronze Star                                                               |
|                                                                                    | Defense Meritorious Service Medal                                         |
|                                                                                    | Meritorious Service Medal (avec trois feuilles de chêne de bronze)        |
|                                                                                    | Army Commendation Medal                                                   |
|                                                                                    | Army Achievement Medal                                                    |
| Récompense unité américaine                                                        |                                                                           |
|                                                                                    | Joint Meritorious Unit Award                                              |
|                                                                                    | Army Meritorious Unit Commendation                                        |
| Autre récompense du gouvernement américain                                         |                                                                           |
|                                                                                    | Secretary's Distinguished Service Award Département d'État des États-Unis |
| Médailles américaines pour service (campagne) et rubans de service et de formation |                                                                           |
|                                                                                    | National Defense Service Medal (avec 1 Service Stars)                     |
|                                                                                    | Armed Forces Expeditionary Medal                                          |
|                                                                                    | Southwest Asia Service Medal (avec 1 Service Stars)                       |
|                                                                                    | Kosovo Campaign Medal (avec 2 Service Stars)                              |
|                                                                                    | Iraq Campaign Medal (avec 1 Service Stars)                                |
|                                                                                    | Global War on Terrorism Expeditionary Medal                               |
|                                                                                    | Global War on Terrorism Service Medal                                     |
|                                                                                    | Armed Forces Service Medal                                                |
|                                                                                    | Army Service Ribbon                                                       |
|                                                                                    | Army Overseas Service Ribbon (avec le chiffre d'attribution "7")          |
| Distinctions étrangères                                                            |                                                                           |
|                                                                                    | Médaille de l'OTAN                                                        |
|                                                                                    | Kuwait Liberation Medal (Saudi Arabia)                                    |
|                                                                                    | Kuwait Liberation Medal (Kuwait)                                          |

| Badges et insignes américains | |
|                               | Combat Action Badge                                                                                     |
|                               | Office of the Joint Chiefs of Staff Identification Badge                                                |
|                               | Army Staff Identification Badge                                                                         |
|                               | Office of the Secretary of Defense Identification Badge                                                 |
|                               | Insigne de la coalition militaire en Irak porté à l'épaule gauche pour dénoter son assignation actuelle |
|                               | Insigne de la 4e division d'infanterie                                                                  |
|                               | 11 Overseas Service Bars, dénote le fait qu'il vécut plus de 5½ ans outre-mer                           |

## En images

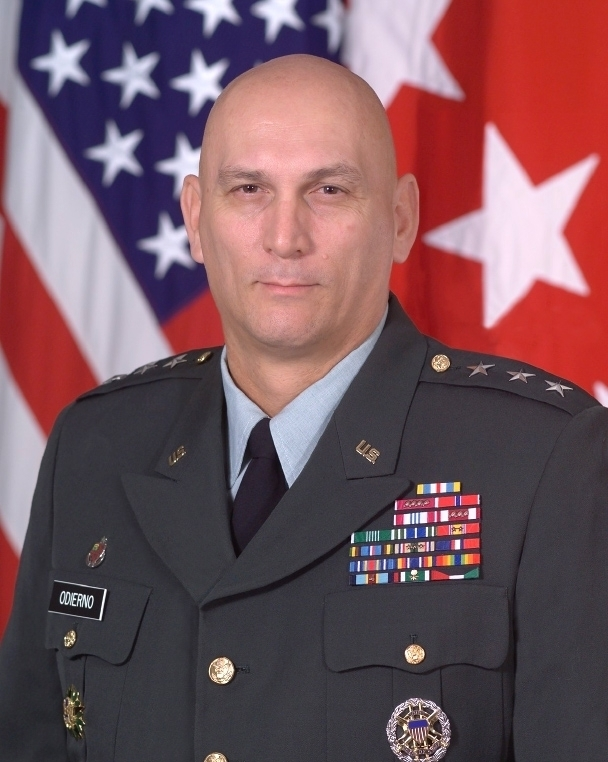
Raymond T. Odierno lorsqu'il était lieutenant-général en uniforme vert.
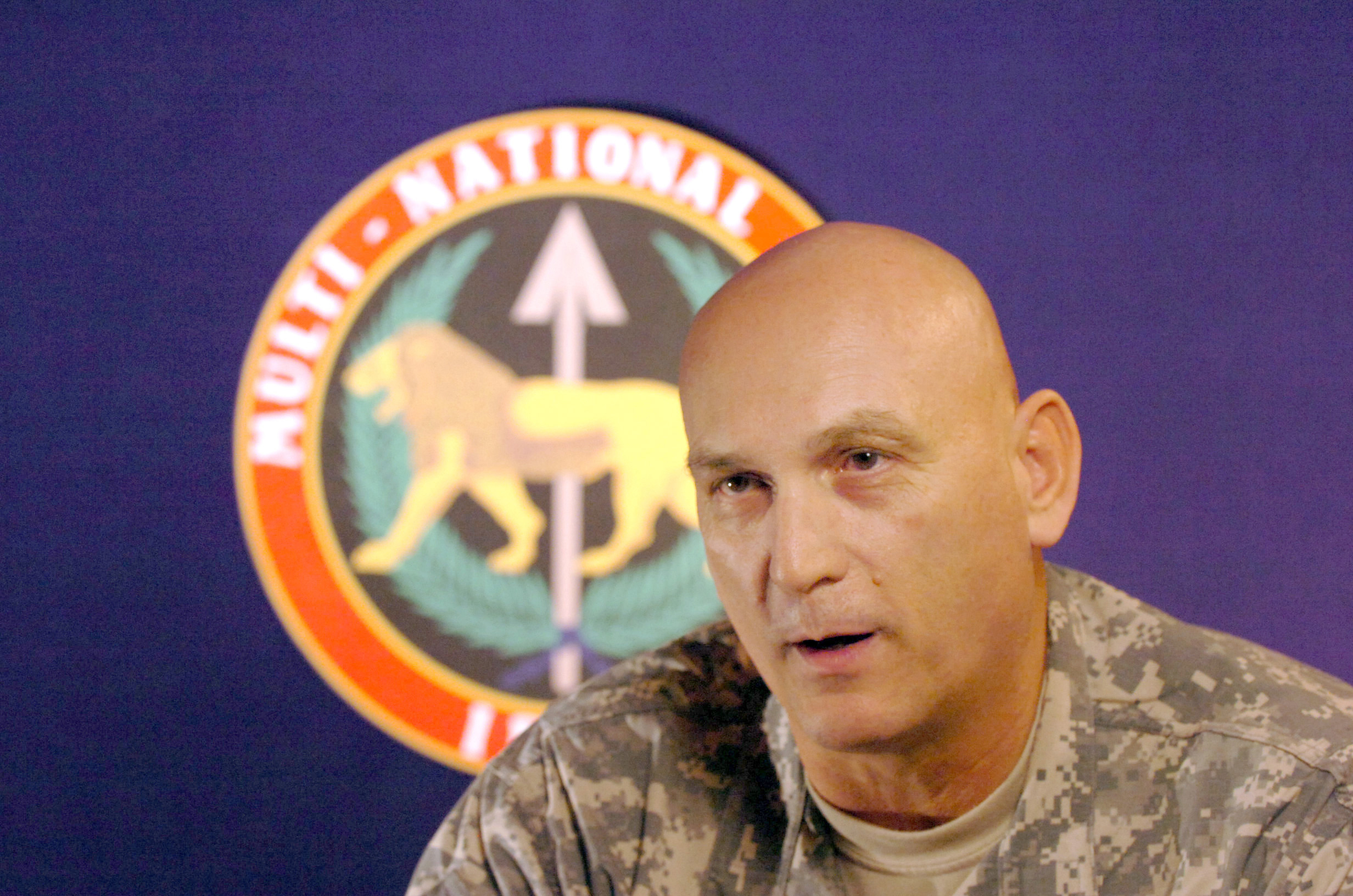
Raymond T. Odierno basé au camp Victory en Irak parlant avec des reporters basés au Texas via satellite.
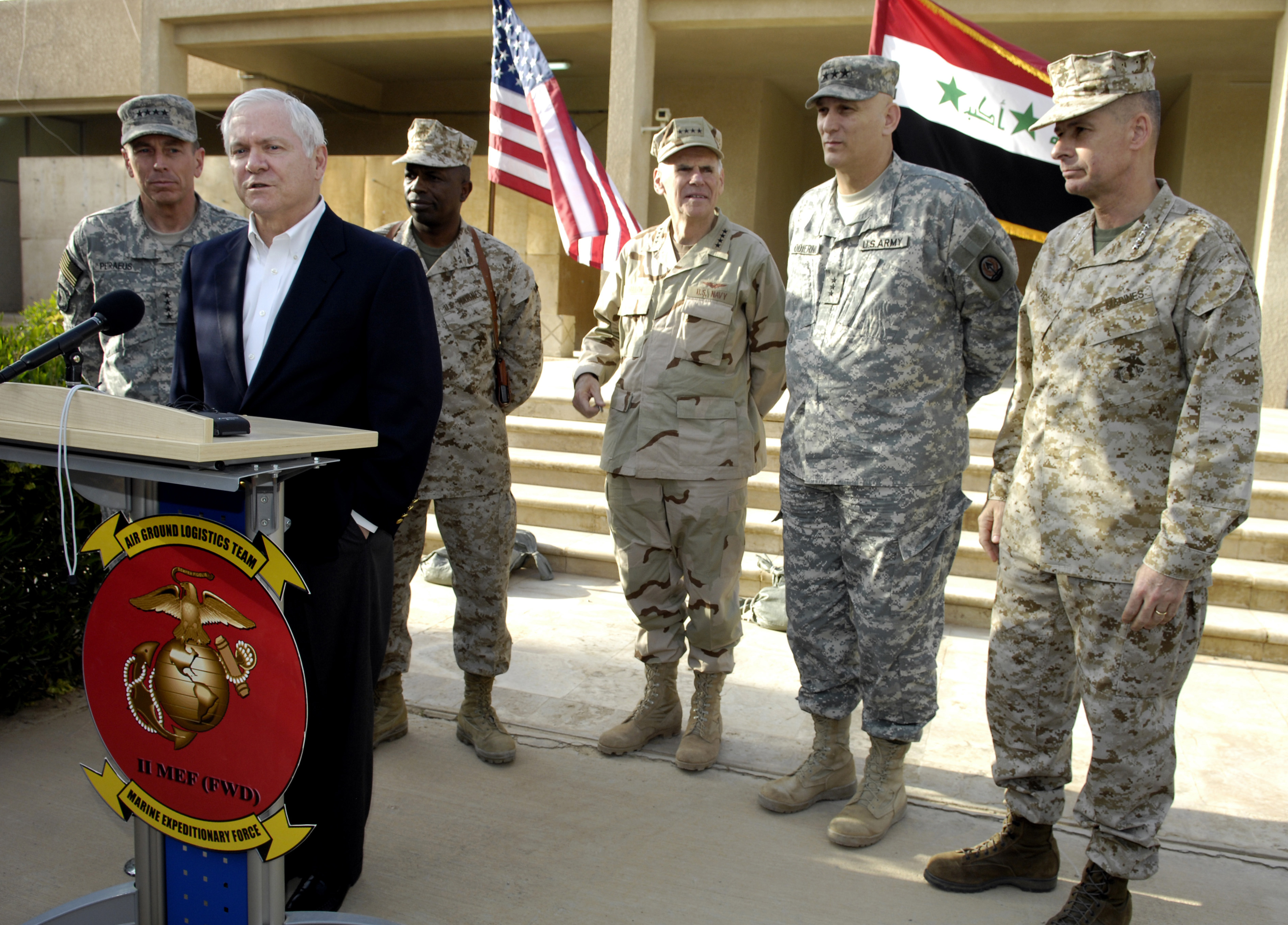
Le général Petraeus, le secrétaire à la Défense Gates, le général Gaskin, l'amiral Fallon, le lieutenant-général Raymond T. Odierno et le général Pace.
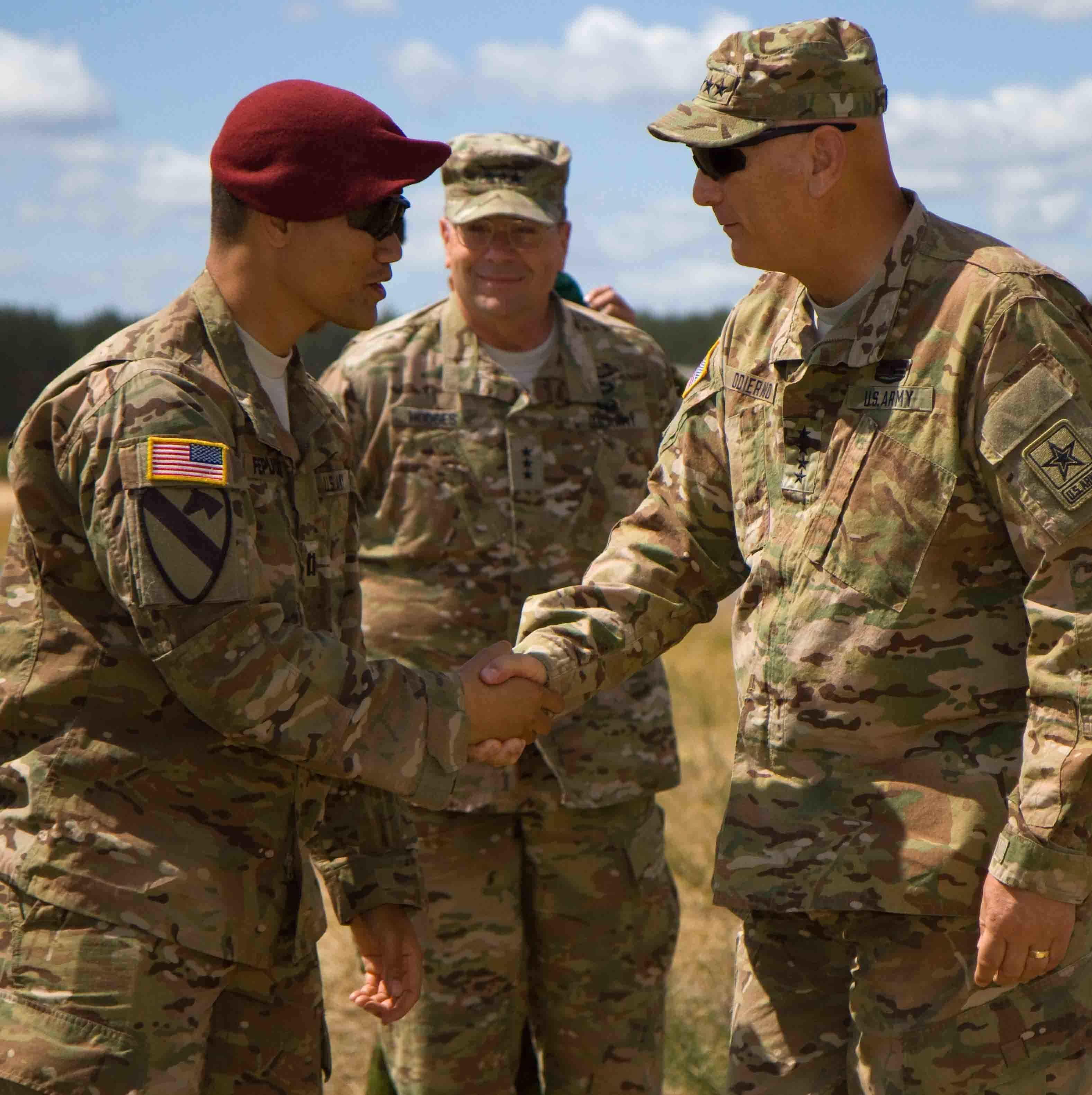
Visite du chef d'état major au Polygone de Gaižiūnai en Lituanie en 2015.